# Covid-19 under graviditet
Exakt vilken påverkan sjukdomen covid-19 kan ha  under graviditet är inte helt känt. Aktörer som WHO och FN:s befolkningsfond har dock sammanställt rekommendationer och information för att säkra tillgången till preventivmedel, säkerställa en säker och trygg förlossningsvård och vägleda kring hur hälso- och sjukvården ska hantera gravida kvinnor med viruset.
Det har även förutspåtts att minskade anslag globalt till SRHR och familjeplanering kommer ha en negativ påverkan på dödstal hos nyblivna mödrar och spädbarn, vilket i sin tur gör det svårare för många länder att uppnå globala målen.

## Allmänna rekommendationer
Världshälsoorganisationen och Centers for Disease Control and Prevention i USA rekommenderar gravida att agera på samma vis som allmänheten i övrigt för att undvika infektionen, såsom att täcka hosta, att undvika att interagera med sjuka, att tvätta händerna med tvål och vatten eller använda handsprit.

## Familjeplanering
Människor fortsätter att idka samlag även under covid-19-pandemin, men pandemin ställer eventuellt andra och potentiellt oförutsedda krav på familjeplanering och preventivmedel. Världshälsoorganisationen har rekommenderat lagstiftare att ta fram strategier för att se till att så många läskunniga som möjligt kan ta del av information och preventivmedel under pandemin, och att möjliggöra för vårdarbetare att kunna delge så mycket information och stöd som möjligt i enlighet med nationella riktlinjer, inte minst i områden där graviditet kan medföra hälsofara. De har också rekommenderat att man gör det lättare att få tag på preventivmedel och information via andra faciliteter än hälso- och sjukvården, såsom apotek, onlineplattformar och andra platser, samt att försäkra tillgång till akut postkoital antikonception.
Alla moderna former av preventivmedel är säkra att använda även under covid-19-pandemin. På grund av effekterna av pandemin på hälso- och sjukvård finns det dock risk att det är svårare att få tillgång till vissa typer av preventivmedel, eller att byta preventivmedel, framförallt preventivmedel som kräver recept eller läkarbesök. Kondomer eller akut-p-piller/dagen efter-piller är exempel på preventivmedel som ofta är tillgängliga via apotek utan recept. För att undvika graviditet i fall där reserestriktioner gör det omöjligt att byta eller förnya långvariga preventivmedel (kopparspiral, p-stav, hormonspiral) är det viktigt att använda andra metoder för familjeplanering och prevention, för att undvika oönskad graviditet. Om reserestriktioner råder ska man inte försöka ta bort långvariga preventivmedel själv. Det är enligt Världshälsoorganisationen medicinskt ofarligt att låta långvariga preventivmedel vara kvar.
Preventivmedel och familjeplanering kan genom att förebygga de negativa konsekvenser som oönskade graviditeter, aborter och sexuellt överförbara infektioner medför för hälso- och sjukvården minska trycket på en redan pressad sjukvård, tungt belastad av covid-19.

## Förlossningsvård
Barnmorskor spelar en viktig roll vid förlossning och förlossningsvård på förlossningsavdelningar, vid mödravård och i barnsäng. Mödravård anses av bland annat FN:s befolkningsfond (UNFPA) vara en av de viktigaste hälso- och sjukvårdsåtgärderna för kvinnors hälsa, med en direkt koppling till dödlighet och dödstal, och att det därför är viktigt att barnmorskor och andra involverade i förlossings- och mödravård är involverade i krisplaner. UNFPA har också uttryckt hur nödvändiga barnmorskor är under en pandemi, och att de måste ges tillräckliga medel för att kunna ge bra förlossnings- och mödravård – inklusive bland annat distansering på förlossningsavdelningar, ett lågt antal barnmorskor per kvinna, och god handhygien.
FN:s befolkningsfond har konstaterat att det enligt den forskning som fanns tillgänglig i maj 2020 inte finns någon evidens för att gravida kvinnor skulle drabbas särskilt hårt av covid-19, men att det är viktigt att de förändringar i immunförsvar och i kroppen i övrigt som inträffar efter graviditeten beaktas, bland annat vad gäller tillgång till säker förlossningsvård, antenatal och postnatal vård.
En befarad effekt av covid-19 är att gravida kvinnor inte vågar sig till sjukvården av risk för att smittas, med potentiellt förstärkta negativa effekter.

### Rekommendationer
FN:s befolkningsfond har gett sju allmänna rekommendationer för all kontakt med gravida patienter som får vård:
1. Säkerställ att personal och patienter har tillgång till handfat där de kan tvätta händerna innan inträde.
2. Se till att det finns tvål vid varje handfat eller plats där man kan tvätta händerna, tillsammans med en ren handduk eller pappershanddukar för att torka händerna.
3. Om barnmorskor ger vård direkt till en patient måste de ofta tvätta händerna med tvål och vatten under åtminstone 20 sekunder varje gång. Detta måste ske före varje ny kvinna de träffar och igen innan fysisk undersökning. Barnmorskor borde tvätta sig igen omedelbart efter undersökningen och återigen när patienten lämnar. Handtvätt borde också ske efter att de har gjort rent ytor och efter hosta eller nysning. Handsprit kan också användas, i synnerhet om rent vatten är svår- eller otillgängligt.
4. Undvik att röra mun, näsa eller ögon.
5. Personal och patienter bör rekommenderas att hosta i en pappersduk eller armvecket, och att tvätta händerna efteråt.
6. Barnmorskor bör hålla ett avstånd om minst två armlängder under kliniska besök. Så länge som man tvättar händerna innan och efter kan den fysiska undersökningen av kvinnor utan misstänkt eller bekräftad covid-19 och patientkontakten pågå som vanligt.

## Graviditet
FN:s befolkningsfond UNFPA betonade i maj 2020 vikten av att gravida kvinnor med andningssvårigheter ges hög prioritet, liksom att antenatala, neonatala och mödravårdsavdelningar separeras från identifierade covid-19-fall. För att säkerställa säkra graviditeter och förlossningar under covid-19 är det viktigt att hälso- och sjukvården i övrigt är fungerande och tillgänglig, och att den tar strikt hänsyn till åtgärder som förebygger infektioner.
För kvinnor som befaras vara smittade med covid-19 vid förlossning, eller som har umgåtts nära en covid-19-positiv (smittad) person, har UNFPA uttryckt vikten av att det finns tillräckligt med skyddsutrustning och hygienåtgärder för barnmorskor.
Det finns dock ingen data som antyder att covid-19 skulle öka risken för missfall. Det är ännu inte helt klart huruvida tillstånd som uppträder under graviditet, såsom diabetes, hjärtsvikt, trombofili eller hypertoni, utgör någon ytterligare risk för gravida, såsom de kan göra för icke-gravida.
Det fanns i maj 2020 ingen evidens för att covid-19 skulle kunna överföras från moder till barn, och kvinnor uppmuntrades att amma som normalt och i den mån det var möjligt, i samråd med hälsovården. Det fanns inga indikationer på att det skulle vara gynnsamt att separera barnet från modern.

## Globala effekter
Det har beräknats att minskad finansiering och internationellt bistånd för SRHR och hälso- och sjukvård kommer ha en direkt negativ påverkan på dödlighet hos mödrar och spädbarn, vilket kommer göra det svårare för många länder att nå berörda mål i globala målen. Det finns också en risk att mödravård och förlossningsvård nedprioriteras i nationella kontexter när hälso- och sjukvårdssystemen överbelastas, vilket kan få negativa effekter för mödra- och förlossningsvården, och förstärka bristen på sexuell och reproduktiv hälsa och rättigheter.